# Einar (EP)
Einar è il primo EP del cantante italiano Einar, pubblicato il 1º giugno 2018 dall'etichetta Sony Music.

## Tracce
1. Chi ama non dimentica (Testo: Tony Maiello - Musica: Tony Maiello,Enrico Palmosi,Sabatino Salvati
2. Notte d'agosto (Testo: Tony Maiello - Musica: Tony Maiello,Enrico palmosi,Sirius)
3. Salutalo da parte mia (Testo: Daniele Magro)
4. Non c'è (Testo: Einar ortiz,Gianvito Vizzi)
5. Il Diario degli Errori - cover Michele Bravi (Testo: Cheope,Federica Abbate,Giuseppe Anastasi)
6. Giudizi universali - cover di Samuele Bersani (Testo: Samuele Bersani - Musica: Samuele Bersani,Beppe D'Onghia)
7. Io che amo solo te - cover di Sergio Endrigo (Testo: Sergio Endrigo)

## Classifiche
| Classifica (2018) | Posizione massima |
| ----------------- | ----------------- |
| Italia            | 4                 |